# 新奧帕奇奇

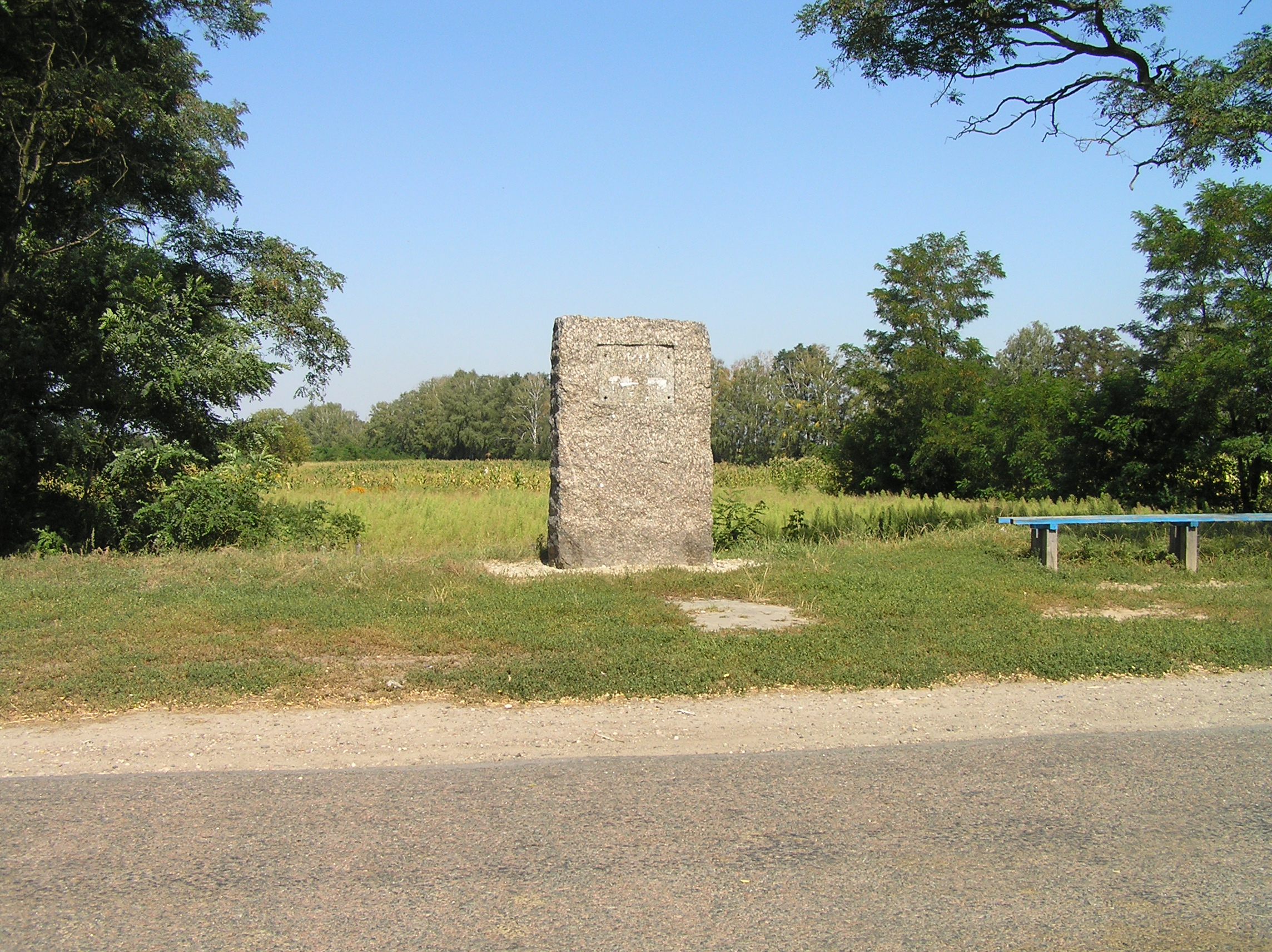
新奧帕奇奇

50°15′11″N 29°47′17″E / 50.25306°N 29.78806°E
新奧帕奇奇（烏克蘭語：Нові Опачичі）是位於烏克蘭北部的村莊，由基辅州法斯蒂夫區的贝希夫市镇負責管轄。該村始建於1986年，面積0.45平方公里，海拔高度187米，2001年人口425，人口密度每平方公里944.4人。